# 7900 Portule
7900 Portule è un asteroide della fascia principale. Scoperto nel 1996, presenta un'orbita caratterizzata da un semiasse maggiore pari a 2,2679042 UA e da un'eccentricità di 0,1376232, inclinata di 4,24283° rispetto all'eclittica.
Il nome è stato dedicato ad una montagna (Cima Portule) dell'Altopiano dei Sette Comuni visto che la scoperta è avvenuta all'Osservatorio Astronomico di Monte Ekar (Asiago)
Named for the highest mountain peak in the Asiago tableland, near the Asiago Astrophysical Observatory. The wild mountain range is a trekking favorite for local astronomers.